# Arnold Mühle
Arnold Mühle (* 21. Oktober 1906 in Bischofsburg, Ostpreußen; † 7. Juni 1993 in Heide (Holstein)) war ein deutscher politischer Funktionär und SA-Führer, zuletzt im Rang eines SA-Brigadeführers.
Mühle trat zum 1. Mai 1929 der NSDAP bei (Mitgliedsnummer 136.146). 1937 wurde er zum Führer der SA-Brigade 2 (Masuren) ernannt. Bei der Reichstagswahl im April 1938 kandidierte Mühle, damals SA-Oberführer in Gumbinnen, erfolglos auf der „Liste des Führers“ für den nationalsozialistischen Reichstag.
Seinen höchsten Rang in der SA erreichte Mühle mit der Beförderung zum Brigadeführer am 31. Januar 1941.